# Pitcairnia neglecta
Pitcairnia neglecta är en gräsväxtart som först beskrevs av Hans Edmund Luther, och fick sitt nu gällande namn av D.C.Taylor och Harold Ernest Robinson. Pitcairnia neglecta ingår i släktet Pitcairnia och familjen Bromeliaceae.
Artens utbredningsområde är Peru. Inga underarter finns listade i Catalogue of Life.